# نیتریت
یون نیتریت با فرمول شیمیایی NO−
2 یک یون متقارن با پیوندهای N-O هم طول است. در اثر پروتون‌دهی اسید ضعیف و ناپایدار نیتراس )یا مواد شیمیایی دیگرتولید می‌شود. نیتریت یک لیگاند است و می‌تواند با یک فلز در مرکز نگاتیوی به دست کم پنج روش متفاوت پیوند بخورد.
در محلول آبی، نیتراس اسید یک اسید ضعیف است:
HNO2  H+ + NO−
2;      pKa ≈ 3.3 at 18 °C